# Korla
Korla (xinès simplificat: 库尔勒; xinès tradicional: 庫爾勒; pinyin: Kù'ěrlè) és una ciutat al centre de Xinjiang. Korla és la capital de la prefectura autònoma mongola de Bayin'gholin, la més gran de la Xina, i més gran que França.

## Geografia
Està aproximadament situada a 200 km al sud-oest i en línia recta des d'Ürümchi, encara que per carretera el viatge és de més de 500 km.
El pas de la porta de Ferro (Tiemenguan) que porta fins a Yanqi (Karasahr) és aproximadament a 7 km al nord de la ciutat i, per la seva facilitat de defensa, tenia un paper important protegint l'antiga ruta de la Seda dels nòmades que l'atacaven des del nord.
El riu Kongque flueix a través del centre de Korla, una característica única entre les ciutats de Xinjiang. La transliteració de la paraula uigur konqi, significa 'abundància d'aigua'.

## Història
Korla fou coneguda com a Weili durant la dinastia Han. Segons l'Hanshu o la Història de l'antiga Han (que cobreix el període 125 aC al 23), Weili havia tingut 1.200 cases, 9.600 individus i 2.000 persones capaces de portar armes. També esmenta que era contigua a Shanshan i Qiemo (Charchan) al sud.
El 61, els xiongnu comptaven amb uns 30.000 soldats de 15 regnes, incloent-hi Korla, Karashahr, i Kudjha, en un atac reeixit contra Khotan.
El 94, el general xinès Ban Chao va enviar-hi els seus soldats per castigar els regnes de Yanqi (Karashahr), Weixu (Hoxud), Weili (Korla), i Shanguo (a les muntanyes Kuruk occidentals).